# Kaposaari (ö i Norra Savolax)
Kaposaari är en ö i Finland. Den ligger i sjön Koskelovesi och Miekkavesi och i kommunen Rautalampi i den ekonomiska regionen  Inre Savolax ekonomiska region  och landskapet Norra Savolax, i den centrala delen av landet, 290 km norr om huvudstaden Helsingfors. Öns area är 8,8 hektar och dess största längd är 0,9 kilometer i sydöst-nordvästlig riktning.